# Raval Roig
El Raval Roig, oficialment Raval Roig-Mare de Déu del Socors, és un barri de la ciutat d'Alacant a l'Alacantí (Alacant, País Valencià). Antic barri de pescadors situat a la platja del Postiguet al peu del Benacantil. Limita al nord amb el barri del Pla del Bon Repòs; a l'est amb el barri de Bonavista de la Creu; al sud amb el barri de l'Eixample-Diputació, a l'altura de la platja del Postiguet; al sud-oest amb el Barri Vell - Santa Creu; i a l'oest amb el barri de Sant Antoni. Segons el cens municipal de 2006, compta en 1.796 habitants (831 homes i 965 dones).

## Descripció

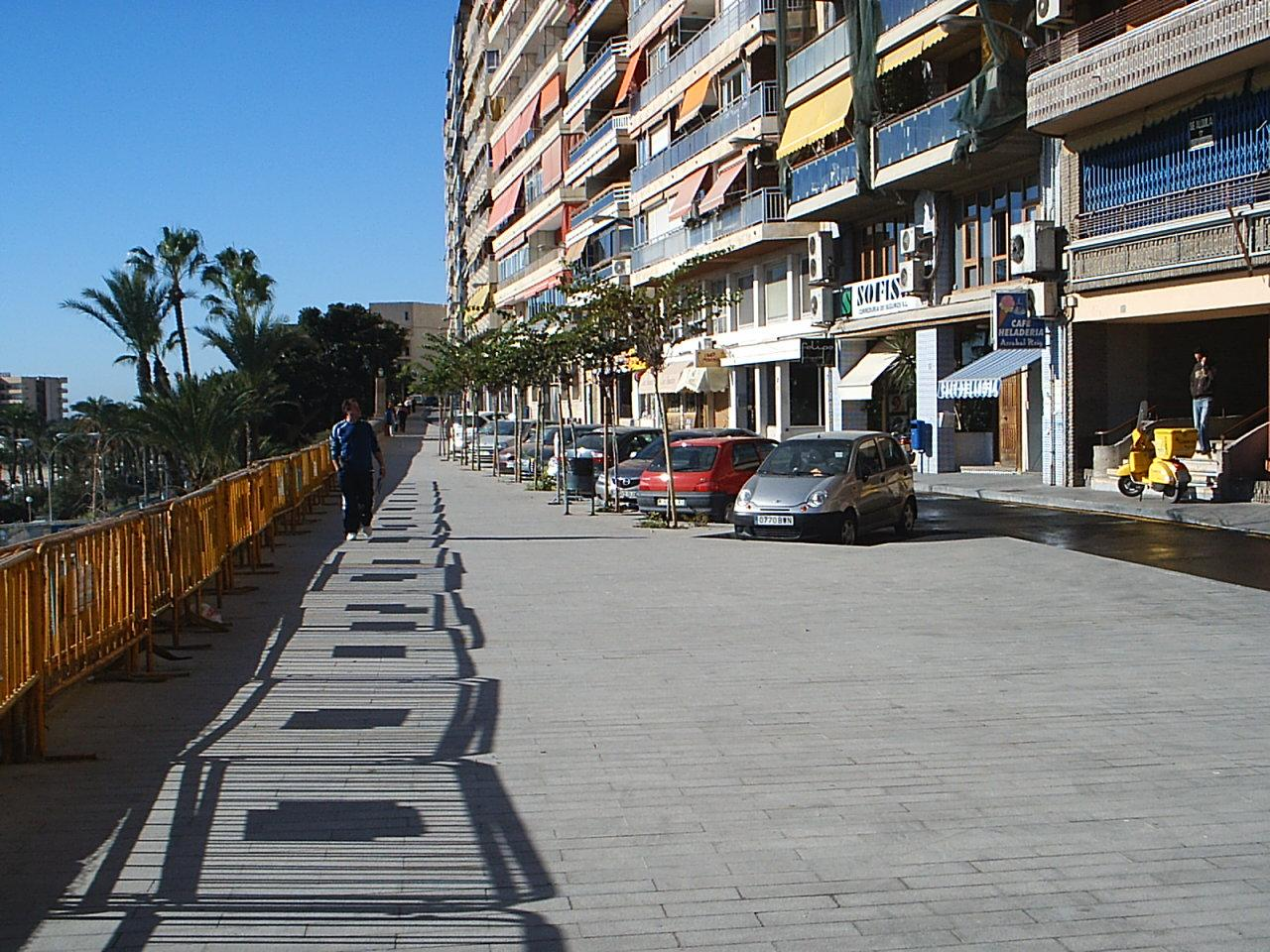
Vista del carrer de la Mare de Déu del Socors cap al sud, presa des de la plaça de Topete.

Està situat a la vora de la platja del Postiguet i a la falda de la serra del Benacantil, que alberga el castell de Santa Bàrbara. El Raval Roig fou en els seus orígens un barri mariner situat extramurs de la ciutat. Amb l'explosió del turisme en els anys 70, el perfil de cases baixes del segle xix fou cedint el seu lloc a les edificacions característiques d'eixa dècada. Les tradicions marineres del barri queden en l'actualitat limitades a les festes patronals en honor de la Mare de Déu del Socors. Estes festes són considerades les més antigues de la ciutat.

## Ermita Templera
El 28 de juny de 1585 els Pares Agustins s'establiren a una ermita al carrer de la Mare de Déu del Socors que, anteriorment i segons les cròniques, fou Casa dels Cavallers Templers.
A pesar de ser ells els que posaren a l'ermita el títol de Nostra Senyora del Socors, durant algun temps va romandre la primitiva advocació en llengua materna de la Mare de Déu del Lluc, per la imatge que allí es venerava i que prenia el seu nom del Santuari de Lluc, a Mallorca. El seu primer prelat va ser fra Balthasar Llopis, que va prendre possessió el 10 de juliol de 1585.
En 1973 l'ermita va ser destruïda per la promotora Yoraco per la construcció d'un pàrquing subterrani.

## Situació sociolingüística
Segons els estudis de Brauli Montoya este barri és la part de la ciutat on el valencià ha conservat una major vigència, amb un 30% de valencianoparlants (dades de 1997), però això no sols ho sabem gràcies a la demolingüística sinó també a través de la consciència popular dels alacantins, que sempre ha considerat el barri mariner del Raval Roig i els barris obrers de les Carolines i el Pla com als més «valencians» d'Alacant.
En concret, segons Brauli Montoya, la primera datació d'introducció del castellà en l'educació dels fills ens fa retrocedir als anys 20 del segle xx. Tanmateix, a causa de la seua elevada demografia, este barri ha estat el darrer de la ciutat a abandonar el valencià, puix que hi seguixen donant-se casos primerencs de castellanització fins al decenni dels 70.
Pel que fa al manteniment del valencià com a llengua viva al carrer, aquesta és l'única zona urbana d'Alacant on encara es pot sentir, això sí, en la gent més gran i, sobretot, els hòmens. Els estudis de Montoya revelen la pervivència del valencià com a llengua d'ampli ús social fins als anys 20 del segle xx inclosos, i com a llengua que encara se sentia amb força al carrer, fins a la dècada dels anys 30 del segle xx.